# تاريخ العبودية في تكساس
بدأت العبودية في تكساس، في بادئ الأمر، على نحو بطيء، وذلك خلال المراحل القليلة الأولى من تاريخ تكساس. كانت تكساس إقليمًا استعماريًا، ثم جزءًا من المكسيك، وأصبحت لاحقًا جمهورية تكساس عام 1836، ثم ولاية أمريكية في عام 1845. توسع الرق، في منتصف القرن التاسع عشر، مع عبور المستوطنين الأمريكيين البيض، بصورة رئيسية من جنوب شرق الولايات المتحدة، إلى نهر سابين، وجلبوا معهم الأشخاص المستعبدين. تواجدت العبودية في أمريكا الإسبانية والمكسيك قبل وصول المستوطنين الأمريكيين، ولكنها لم تكن منتشرة، ولم يعتمد عليها الإسبان في العمالة خلال سنوات تواجدهم في تكساس الإسبانية.
أصبحت العبودية مصدرًا للنزاع بين المستوطنين الأمريكيين الأنغلو والحكام الإسبان. خشي الحكام من تزايد الأمريكيين الأنغلو في تكساس، ورفضوا، لأساب عديدة، في أوائل القرن التاسع عشر، ورفض كذلك من يعملون تحت إمرتهم في مكسيكو سيتي، توسيع نطاق الرق. ألغى مرسوم غيريرو العبودية في جميع أنحاء الأراضي المكسيكية عام 1829. أسهم القرار في زيادة حدة التوتر بين مالكي العبيد والأمريكيين الأنغلو.
قنن دستور جمهورية تكساس العبودية بعد انتهاء ثورة تكساس عام 1836. جرّم سام هيوستن، عام 1836، الاستقدام غير القانوني من المكسيك. منعت أحكام الدستور العامة تحرير أي مالك عبيدًا دون موافقة الكونغرس، ومنعت الكونغرس من سن أي قانون يقيد تجارة الرقيق أو العبيد المحررين.
ساهم الأمريكيون الأوروبيون والعبيد إسهامًا كبيرًا في النمو السكاني لجمهورية وولاية تكساس. نمت المستوطنات وازدادت الأراضي المزروعة بالقطن وغيرها من السلع الأساسية. ازدهرت صناعة القطن في شرق تكساس، حيث تنامى انتشار العمالة المستعبدة. يهيمن مزارعو الكفاف على الجزء المركزي من الدولة. واجه السود الأحرار والهاربون صعوبة كبيرة في العثور على وظائف في تكساس. عمل كثيرون في أجزاء أخرى من الولاية كرعاة بقر يرعون الماشية، أو هاجروا للحصول على فرص أفضل في الغرب الأوسط الأمريكي، أو كاليفورنيا، أو جنوبًا إلى المكسيك.

## العبودية المبكرة
كان مصطفى الزموري أول عبد لا ينتمي لسكان تكساس الأصليين، وهو موري من شمال أفريقيا، أسره الإسبان واستعبدوه عندما كان طفلًا. رافق الزموري الكابتن أندريس دورانتيس دي كارانزا في رحلة نارفايز الاستكشافية، التي رست سفينتها بأرض تامبا الحالية. بنوا خمسة مراكب، في محاولة منهم للدوران حول ساحل الخليج الأمريكي، ولكن المراكب جنحت، في نوفمبر 1528، قبالة ساحل تكساس. أمضى الزموري، ودورانتيس، وألونسو كاستيو مالدونادو، وهم الناجون الوحيدون، عدة أشهر في جزيرة حاجزة (يُعتقد الآن أنها جزيرة غالفستون)، قبل أن يشقوا طريقهم، في أبريل 1529، إلى اليابسة. أسر الهنود الحمر المجموعة واستعبدوهم كعمال. نجوا بمساعدة التداوي بالإيمان الذي اشتهر به كاستيلو بين الهنود. انضم إليهم لاحقًا ألفار نونيس كابيزا دي فاكا. هربوا، بعد خمس سنوات، في سبتمبر 1534، إلى الأراضي الداخلية. عامل الإسبان الزموري، بعد هذه الأحداث، رغم استمرار كونه عبدًا، بمساواة. تولى قيادة حملة استكشافية إسبانية في وقت لاحق. أدت روايته، جنبًا إلى جنب مع روايات الآخرين، إلى استكشاف إسباني أشمل للأراضي الجديدة.